# U-Bahnhof Messestadt West
Der U-Bahnhof Messestadt West ist ein Bahnhof der Münchner U-Bahn.
Der Bahnhof wurde am 29. Mai 1999 eröffnet und liegt in der Münchner Messestadt Riem, von der er den westlichen Teil erschließt. Er liegt unter der Willy-Brandt-Allee, in deren Mitte über der Station neun Lichtkuppeln sind.
Die Hintergleiswände bestehen, wie die Decke, aus hellrot gefärbtem Beton. Beleuchtet wird der Bahnhof durch zwei Lichtbänder, durch die Lichtkuppeln und durch das Sperrengeschoss. Der Boden ist mit Granitplatten ausgelegt und reflektiert so das Licht. Vom östlichen Sperrengeschoss aus erreicht man den Westeingang der Messe sowie den Messesee über die nördlichen Ausgänge, südlich davon die Riem Arcaden. Am westlichen Ende des Bahnsteigs befindet sich ebenfalls ein Sperrengeschoss, von dem aus die Willy-Brandt-Allee erreichbar ist. Der Planungsname der Station war „Riem West“ oder „Neu-Riem West“.

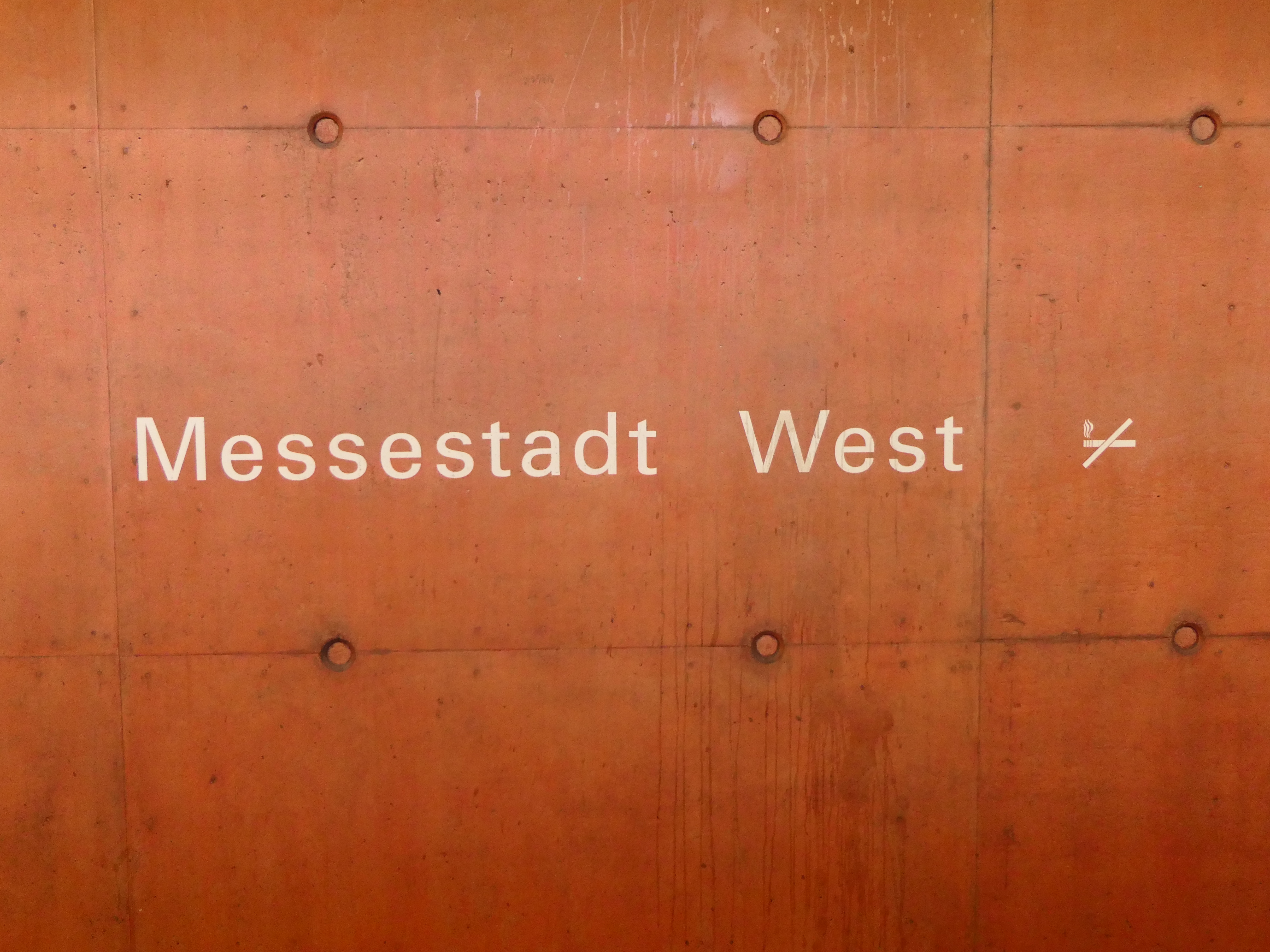
Stationsname an den Hintergleiswänden
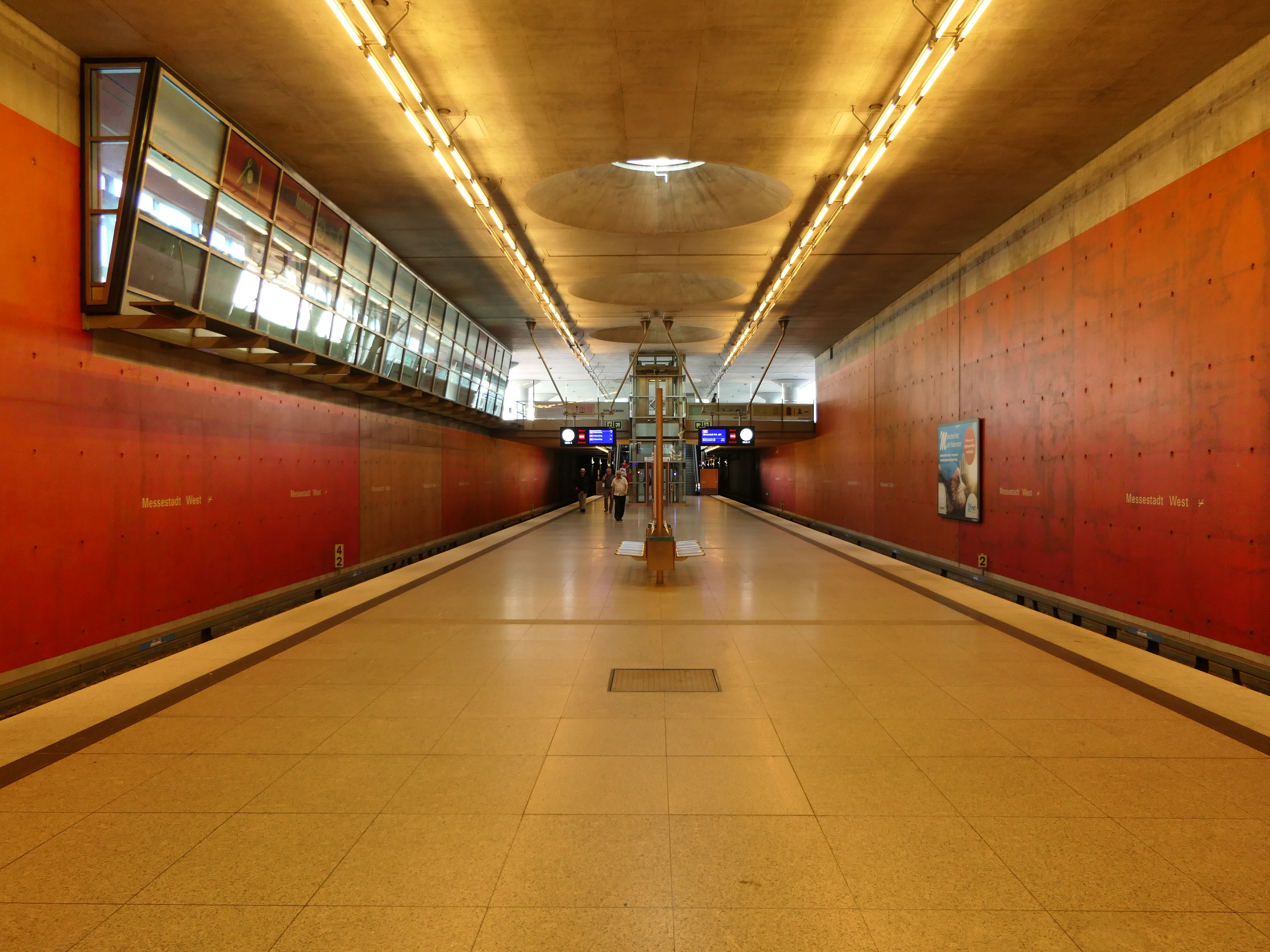
Bahnsteigebene mit Lichtkuppeln und 2 Lichtbändern
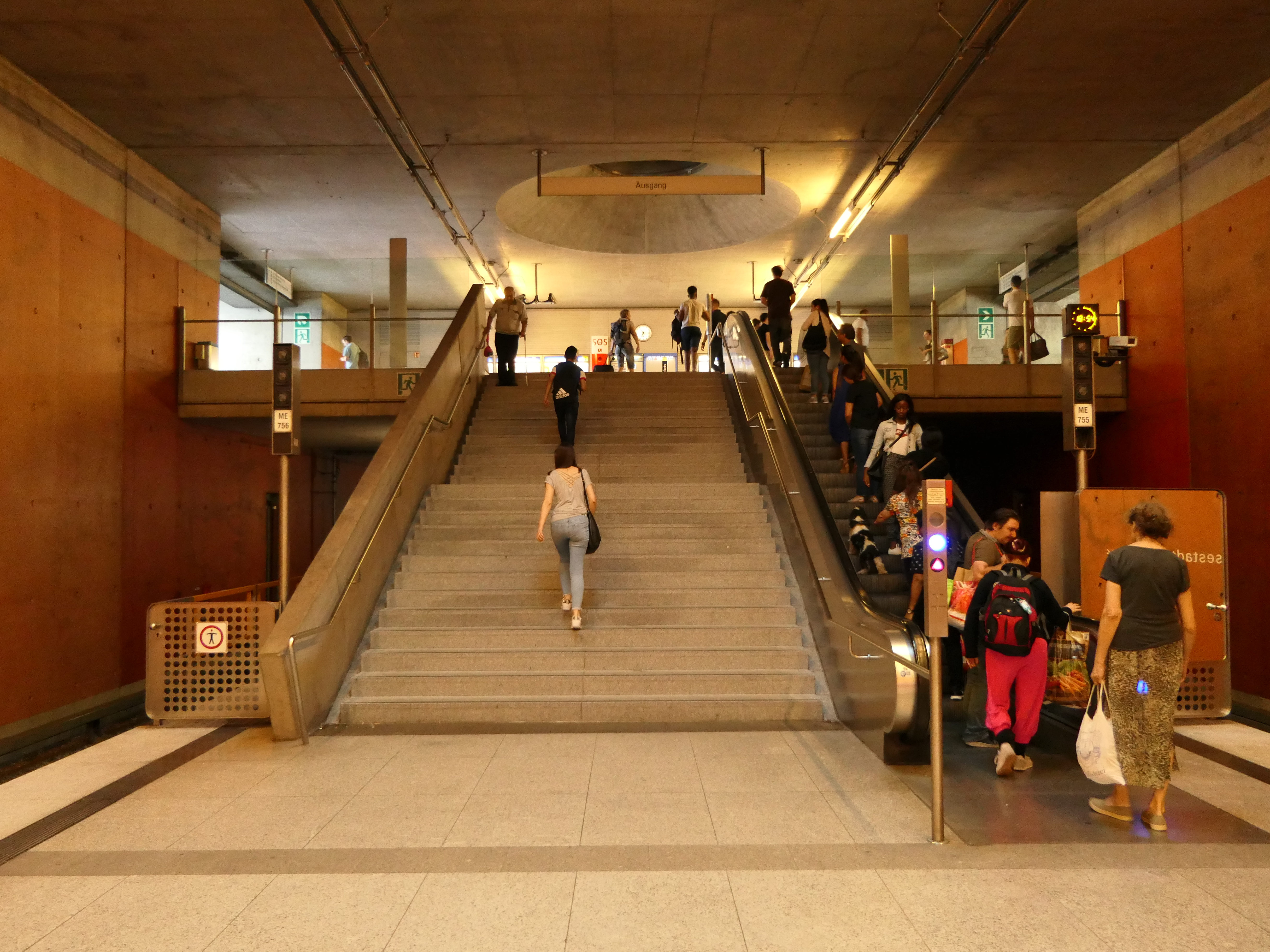
Aufgang von der Bahnsteigebene
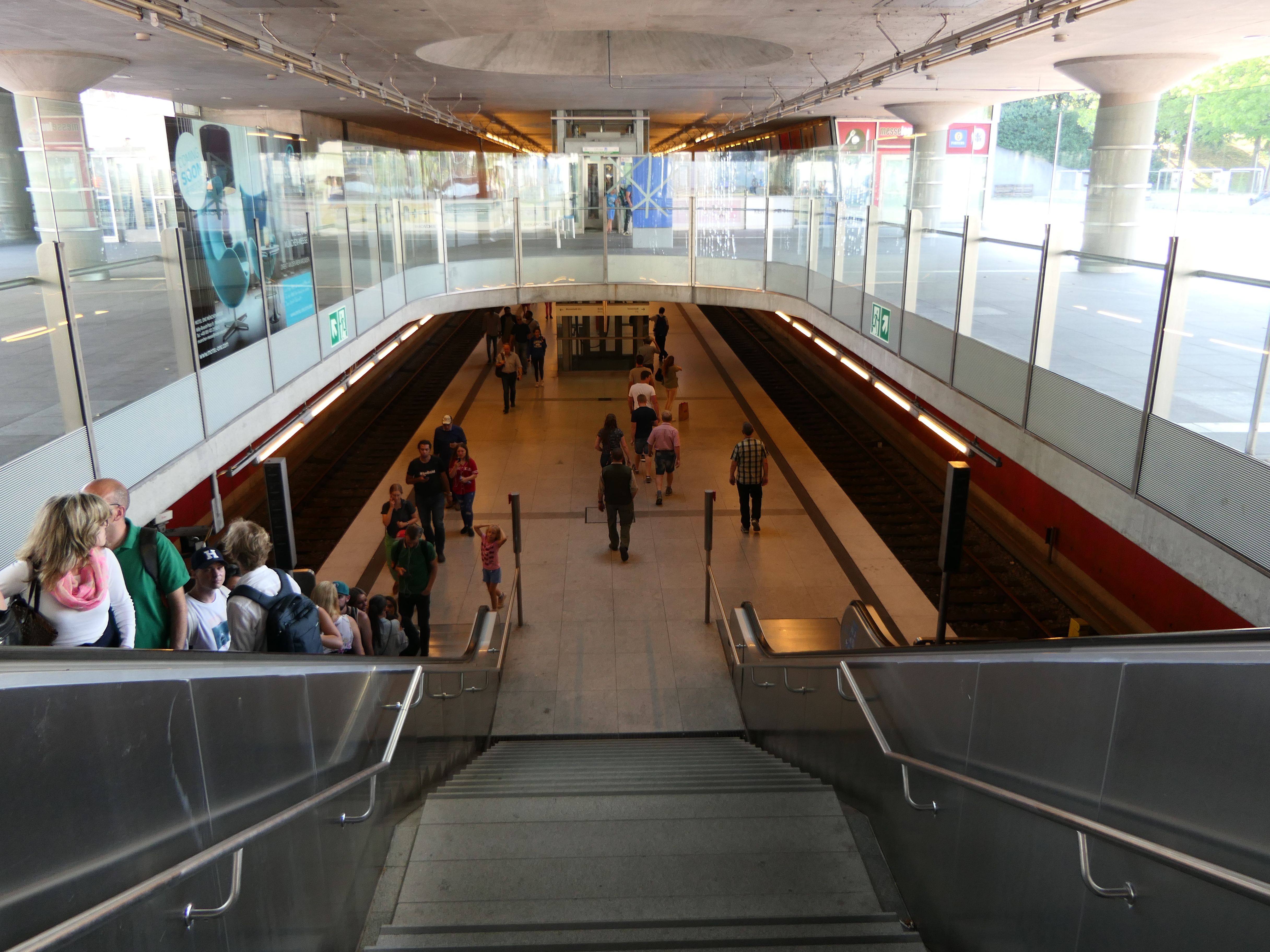
Abgang zur Bahnsteigebene
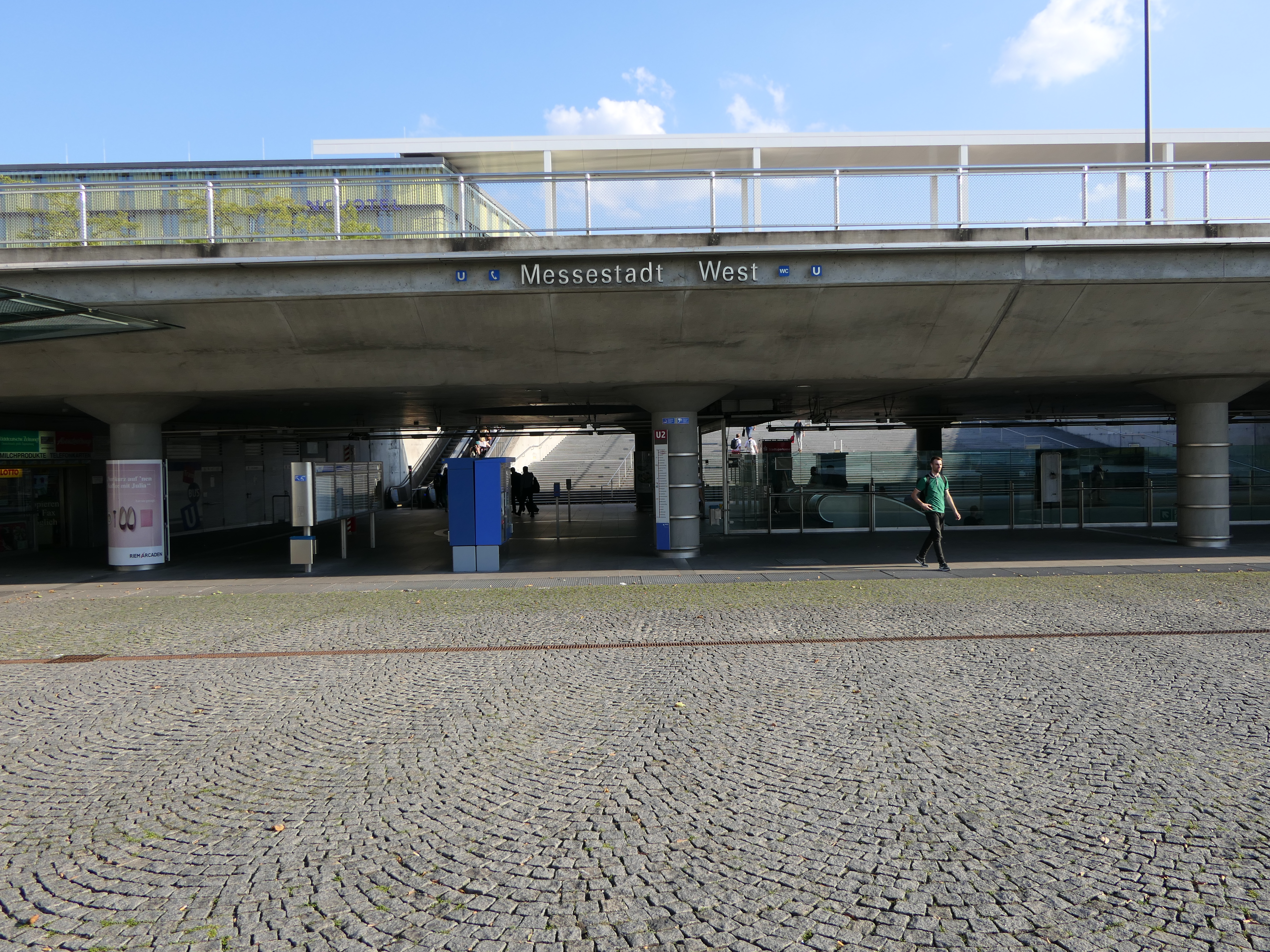
Zugang an der Oberfläche

| Linie | Linienverlauf |
| ----- | --- |
| U2    | Feldmoching – (1065 m) – Hasenbergl – (631 m) – Dülferstraße – (1112 m) – Harthof – (962 m) – Am Hart – (1010 m) – Frankfurter Ring – (657 m) – Milbertshofen – (1094 m) – Scheidplatz – (1103 m) – Hohenzollernplatz – (756 m) – Josephsplatz – (513 m) – Theresienstraße – (730 m) – Königsplatz – (583 m) – Hauptbahnhof – (905 m) – Sendlinger Tor – (746 m) – Fraunhoferstraße – (1116 m) – Kolumbusplatz – (711 m) – Silberhornstraße – (553 m) – Untersbergstraße – (654 m) – Giesing – (1280 m) – Karl-Preis-Platz – (868 m) – Innsbrucker Ring – (1576 m) – Josephsburg – (978 m) – Kreillerstraße – (1207 m) – Trudering – (959 m) – Moosfeld – (1683 m) – Messestadt West – (925 m) – Messestadt Ost |